# Куликовська Єва Станіславівна

Скульптура архангела Михаїла, що вінчала будівлю Київської міської думи, була виготовлена за ескізами Єви Куликовської в Берліні у 1876 році.

Єва Станіславівна Куликовська — українська скульпторка, співвласниця і художниця Фабрики кахляних виробів Й. Анджеровського та Є. Куликовської.

## Біографічні відомості
Дворянка за походженням, по лінії батька належала до роду Гущів, по лінії матері — Нарбутів. Дружина архітектора Південно-Західної залізниці В. І. Куликовського.
Отримала художню освіту за фахом скульптора. У 1881 році стала співвласницею Фабрики кахляних виробів в Києві по Кирилівській вул., 64, яка спеціалізувалася на виробництві простих та майолікових кахлів і декоративних деталей для облицювання груб і печей, майоліки для облицювання фасадів споруд.
Працювала художницею фабрики, а також мала власну майстерню, де виготовляла і продавала вироби з гіпсу та скульптуру.
Останні відомості про Єву Куликовську належать до 1918, коли вона разом із сім'єю сина та Й. Андржейовським мешкала в будинку на території заводу.

## Твори
За ескізами Єви Куликовської були виготовлені:
- Скульптура архангела Михаїла, що прикрасила шпиль нової Київської міської думи (1876, не збереглася, містилася на сучасному Майдані Незалежності).[2]
- Майолікові кахлі, якими облицьовано груби Будинку з химерами (див. фото [Архівовано 5 березня 2016 у Wayback Machine.]).[3]

В майстерні Куликовської були виготовлені, зокрема, ліплення для будівлі Управління Південно-Західної залізниці в Києві.